# Lowlands (festival)
Pour les articles homonymes, voir Lowlands (homonymie).
Le Lowlands Festival, dont le nom complet est A Camping Flight to Lowlands Paradise, est un festival de pop et rock, organisé annuellement au mois d'août depuis 1993 près de Biddinghuizen, aux Pays-Bas. C'est, avec le Pinkpop, l'un des plus grands festivals du pays. Les brasseries Grolsch sont l'un des plus importants sponsors du festival.

## Histoire
Le festival qui donne son nom au festival a lieu en novembre 1997 sous le nom de « A Flight to Lowlands Paradise » au Jaarbeurs d'Utrecht, et est organisé par l'artiste Bunk Bessels et le centre de jeunesse d'Utrecht de l'époque. Il y a ensuite une autre manifestation de suivi sous le même nom. Les fondateurs du Lowlands, l'agence artistique Mojo Concerts et l'agence événementielle Loc700, en l'honneur de ce premier événement de la culture festivalière, reprennent ce nom et l'ont complété par le mot programmatique « Camping ».
Outre les représentations d'artistes de différents styles musicaux, le festival Lowlands est axé sur les arts : théâtre, comédie, littérature, art ou cinéma. En outre, des débats sont organisés avec des représentants du monde scientifique, économique ou politique. Plus de 200 représentations ont lieu sur douze scènes pendant les trois jours de l'événement,. Comme dans de nombreux autres festivals, il est courant de camper sur le site du festival, de sorte que le site du festival autour du lac Veluwe ressemble à une petite ville, avec des stands de nourriture et de boissons et un marché.
En 2014, Lowlands fait une place à la musique gabber sur l'une de ses scènes, « Always Hardkoor ». Cette grande tente accueille des artistes comme Party Animals, DJ Ruffneck, Wappie und Wappie, Def Rhymz, Mental Theo ou Fink .
En 2021, le festival reprend ses activités après son édition annulée en 2020 en raison de la pandémie de Covid-19, et annonce à ses festivaliers non vaccinés des tests pour rentrer.

## Programmations

### 1993–1999
- 1993 : Iggy Pop, Rage Against the Machine, The Smashing Pumpkins, The Breeders, The Verve, Big Star, Tool, Stone Temple Pilots, Primus, Bad Brains…

- 1994 : Oasis, The Offspring, Jeff Buckley, Cypress Hill, Frank Black, dEUS, Pavement, Underworld…

- 1995 : Green Day, Radiohead, Foo Fighters, The Prodigy, Soundgarden, The Chemical Brothers, Beck, NOFX, Tricky, Silverchair, dEUS, Mudhoney, Underworld…

- 1996 : Björk, The Offspring, Korn, Sonic Youth, Weezer, Garbage, Ice-T, Supergrass, Tricky, Bush, Stereolab, Ash, Lamb…

- 1997 : Faith No More, Foo Fighters, Rammstein, Skunk Anansie, The Cardigans, dEUS, Pennywise, Kula Shaker…

- 1998 : Green Day, PJ Harvey, Beastie Boys, Deftones, Portishead, Fatboy Slim, Rancid, Therapy?, Supergrass, Heather Nova…

- 1999 : The Offspring, The Chemical Brothers, Dropkick Murphys, Dimmu Borgir, Public Enemy, Suede, Silverchair, Supergrass, dEUS, Biohazard…

### 2000–2009
- 2000 : Deftones, Limp Bizkit, Muse, Coldplay, Blink-182, Cypress Hill, HIM, Calexico, Therapy?, K's Choice, De La Soul, Guano Apes, Underworld…

- 2001 : Muse, Placebo, Manu Chao, The Prodigy, Eels, System of a Down, Dropkick Murphys, Frank Black, The Hives, Nelly Furtado, Pulp, Tricky, Ash, Fear Factory, Hooverphonic…

- 2002 : Korn, Flogging Molly, Incubus, Nickelback, Within Temptation, Dimmu Borgir, The Breeders, Gotan Project, The Dandy Warhols, Underworld, Black Rebel Motorcycle Club, Saïan Supa Crew.

- 2003 : Foo Fighters, Kings of Leon, Nightwish, Interpol, Eels, PJ Harvey, The Mars Volta, Stereophonics, Beck, Guano Apes, Suede, Goldfrapp, Lamb…

- 2004 : The Offspring, The White Stripes, Franz Ferdinand, Epica, Keane, Within Temptation, Faithless, Flogging Molly, Dropkick Murphys, The Chemical Brothers, The Hives, LCD Soundsystem, N.E.R.D, dEUS, The Darkness…

- 2005 : Marilyn Manson, Foo Fighters, The Prodigy, Arcade Fire, Korn, Pixies, Franz Ferdinand, Nightwish, Queens of the Stone Age, Kaiser Chiefs, Nick Cave, Incubus, Bad Religion, Dropkick Murphys, Editors, Morcheeba, LCD Soundsystem, Apocalyptica, KT Tunstall, The Subways, Coheed and Cambria, Maxïmo Park, Vitalic, Le Peuple de l'herbe…

- 2006[7] : Muse, Massive Attack, Placebo, Snow Patrol, Arctic Monkeys, Iggy Pop, My Chemical Romance, Wolfmother, Epica, HIM, Pendulum, Bloc Party, Scissor Sisters, Lostprophets, The Kooks, The Raconteurs, Hard-Fi, Yeah Yeah Yeahs, Panic! at the Disco, Razorlight, Belle and Sebastian, Mastodon…

- 2007[8] : Arcade Fire, Nine Inch Nails, Motörhead, Sonic Youth, Kings of Leon, The Killers, Kasabian, Kaiser Chiefs, Interpol, Pendulum, Chris Cornell, Editors, Eagles of Death Metal, Biffy Clyro, Justice, CocoRosie, Dinosaur Jr., Mika, LCD Soundsystem, Cansei de Ser Sexy, Enter Shikari, Basement Jaxx, Laurent Garnier, Alpha Blondy, Nosfell…

- 2008[9] : Sex Pistols, Franz Ferdinand, Nightwish, Sigur Rós, Editors, Dropkick Murphys, MGMT, Amy Macdonald, The National, Gogol Bordello, Pendulum, HIM, The Hives, Lykke Li, The Ting Tings, The Breeders, The Kooks, The Wombats, The Fratellis, Blood Red Shoes, Volbeat, Foals, dEUS, Crystal Castles…

- 2009[10] : The Prodigy, Arctic Monkeys, Kasabian, Kaiser Chiefs, Lily Allen, Faith No More, Snoop Dogg, Bloc Party, Klaxons, Florence and the Machine, Calexico, Them Crooked Vultures, Enter Shikari, White Lies, Eagles of Death Metal, Razorlight, Basement Jaxx, Paolo Nutini, Maxïmo Park, Vitalic…

### 2010–2019
- 2010[11] : Placebo, Blink-182, Massive Attack, Queens of the Stone Age, Thirty Seconds to Mars, LCD Soundsystem, The National, NOFX, The Specials, Air, Snow Patrol, The Kooks, The Ting Tings, Pendulum, Blood Red Shoes, New York Dolls, Band of Horses, Foals, Hot Chip, Jón Þór Birgisson, Two Door Cinema Club, Mark Lanegan, Against Me!, OK Go, Deadmau5, All Time Low, Groove Armada, Kele Okereke, The xx, Burning Spear, Finntroll, 3OH!3, The Gaslight Anthem, Yeasayer, Marina and the Diamonds, You Me at Six, The Drums, Mumford and Sons, Tame Impala, Coco Sumner, Broken Bells, Staff Benda Bilili, Anouk Teeuwe, Die Antwoord, Selah Sue, Zorita…

- 2011[12] : The Offspring, Interpol, Arctic Monkeys, Skunk Anansie, The Kills, Rise Against, Bullet for My Valentine, dEUS, The Wombats, Flogging Molly, Within Temptation, Babylon Circus, Fleet Foxes, Aphex Twin, Elbow, Beady Eye, Lykke Li, Crystal Castles, Anna Calvi, Mark Ronson, Miles Kane, The Roots, Paul Kalkbrenner, Trentemøller, Underoath, Agnes Obel, Mayer Hawthorne, Warpaint, Cage the Elephant, Noah and the Whale, The View, Karnivool…

- 2012[13] : Foo Fighters, Kasabian, Bloc Party, Eagles of Death Metal, Enter Shikari, The Black Keys, The Maccabees, Two Door Cinema Club, San Proper…

- 2013[14] : Nine Inch Nails, Franz Ferdinand, Slayer, Editors, Imagine Dragons, The Lumineers, Biffy Clyro, Fall Out Boy, Nick Cave and the Bad Seeds, Bullet for My Valentine, Foals, Band of Horses, Tame Impala…

- 2014 : À compléter

- 2015[15] :
  - Vendredi 21 août : All Time Low, Bad Breeding, Ben Howard, Bleachers, Caribou, Chef'Special, Curtis Harding, DMA's, Dusky, Four Tet, Fuzz, Hudson Mohawke, James Bay, Kodaline, La Roux, La Sra. Tomasa, Limp Bizkit, Mark Ronson, Mefjus, Paolo Nutini, Rudimental, Shamir, Slaves, Spor, The Antlers, The Indien, The Staves, Thomston, Torus, Tove Lo, Underworld, Vaults, Years and Years.
  - Samedi 22 août : Balthazar, Bastille, Christine and the Queens, Courtney Barnett, De Jeugd van Tegenwoordig, Eaves, Echosmith, FFS, Father John Misty, Hot Chip, Jacco Gardner, José González, Lianne La Havas, Low Roar, Låpsley, Max Cooper, Mini Mansions, Mr Žarko, MØ, Nothing but Thieves, Palmbomen II, Rico and Sticks, SBTRKT, The Bohicas, The Chemical Brothers, While She Sleeps, Âme.
  - Dimanche 23 août : Awolnation, Afterpartees, Alestorm, Allah-Las, Bear’s Den, Benjamin Clementine, Django Django, Enter Shikari, Interpol, Joey Bada$$, Kendrick Lamar, Kenny B, Koninklijk Concertgebouworkest, My Baby, Major Lazer, Mighty Oaks, New Wave, Ought, PAUW, Passenger, Pond, RHODES, Rondé, Tame Impala, The Districts, The Maccabees, Twenty One Pilots.

- 2016[16] :
  - Vendredi 19 août : Abstract, AlunaGeorge, Amnesia Scanner, BOYE, Ben Westbeech, Biffy Clyro, Bohemian Betyars, Bombay, CHVRCHES, Cloves, Causes, Collabs, DJ Maboku, DJ Nigga Fox, DJ Overdose, Die Antwoord, Edward Sharpe and the Magnetic Zeros, Elias, España Circo Este, Evian Christ, FS Green, Fatima Al Qadiri, Flatbush ZOMBiES, Gallowstreet, Garrett Nash, Hermitude, Highly Suspect, Hollywood Undead, Izzy Bizu, Jake Bugg, Jameszoo, John Coffey, Lido, Makam, Miike Snow, Mikael Seifu, Muse, NAO, Oscar and the Wolf, Paul Kalkbrenner, Post Malone, Pumarosa (en), Roosevelt, Rødhåd (en), Stuff., The Charm the Fury, The Kills, Tom Odell, Tourist LeMC, Vic Crezée, Warpaint, XIXA.
  - Samedi 20 août : Andy Frasco (en), Bitori Nha Bibinha and Chando Graciosa, Broederliefde, Caravan Palace, Cassius, Charlotte OC, De Likt, De Staat, Disclosure, Donnie, Dub Inc, Hef, Hunee, Islam Chipsy, Jack Garratt, Jarreau Vandal, Jett Rebel (en), Kamasi Washington, King Gizzard and the Lizard Wizard, Kojo Lion, Logic, M83, Matt Corby, Noel Gallagher's High Flying Birds, Otherkin, RY X, Rag'n'Bone Man, Recondite, Section Boyz (en), Sevn Alias, Sigur Rós, Sleeping With Sirens, Sum 41, Tale of Us, The Academic, The Blessed Madonna, The Range, Tiga, Tsar B, Weval, Whitney, Wolfmother.
  - Dimanche 21 août : Aurora, Anderson .Paak, Andy C, Andy Frasco (en), Anna Meredith, Bazart, Benny Rodrigues, Brian Fallon, Børns, Chase and Status, Damian Marley, De Sluwe Vos, Dua Lipa, Eagles of Death Metal, Foals, Giraffage (en), Hans Teeuwen, Indian Askin (nl), Ivy Lab, James Blake, Jamie Woon, KAYTRANADA, Klangstof, LCD Soundsystem, Local Natives, Mick Jenkins, Murdock, Noisia, Oh Wonder, Osees, Palms Trax, Parkway Drive, Philip Glass Ensemble, SBMG, SirOJ, Soom T, The Internet, The Last Shadow Puppets, The Neighbourhood, The Rumjacks, Tiggs da Author, Warhola, Woodie Smalls.

- 2017 : À compléter
- 2018 : À compléter
- 2019 : À compléter : Giorgio Moroder

### Depuis 2020
- 2020 : Édition annulée en raison de la pandémie de Covid-19
- 2021 : À compléter
- 2022 : À compléter
- 2023 : À compléter
- 2024[17] : Fred Again.., Goldband, Queens of the Stone Age, Big Thief, Denzel Curry, Froukje, Idles, Inhaler, J Hus, Jorja Smith, Nas, Noord Nederlands Orkest, Peggy Gou, Róisín Murphy, Sampha, Skrillex, The Smile, Teddy Swims.
- 2025 : À compléter